# 葉門海鳚鯛
葉門海鳚鯛，為鱸形目鱸亞目擬雀鯛科的其中一種，分布於西印度洋葉門海域，深度6-15公尺，背鰭硬棘1枚;背鰭軟條58-61枚;臀鰭硬棘0枚;臀鰭軟條45-48枚，體長可達7公分，棲息在礁石區，生活習性不明。

## 擴展閱讀
維基物種上的相關：葉門海鳚鯛